# District de Bruck an der Leitha
Pour les articles homonymes, voir Bruck.
Le district de Bruck an der Leitha est une subdivision territoriale du Land de Basse-Autriche en Autriche.

## Communes
Le district de Bruck an der Leitha est subdivisé en 33 communes :
- Au am Leithaberge
- Bad Deutsch-Altenburg
- Berg
- Bruck an der Leitha
- Ebergassing
- Enzersdorf an der Fischa
- Fischamend
- Göttlesbrunn-Arbesthal
- Götzendorf an der Leitha
- Gramatneusiedl
- Hainburg an der Donau
- Haslau-Maria Ellend
- Himberg
- Hof am Leithaberge
- Höflein
- Hundsheim
- Klein-Neusiedl
- Lanzendorf
- Leopoldsdorf
- Mannersdorf am Leithagebirge
- Maria Lanzendorf
- Moosbrunn
- Petronell-Carnuntum
- Prellenkirchen
- Rauchenwarth
- Rohrau
- Scharndorf
- Schwadorf
- Schwechat
- Sommerein
- Trautmannsdorf an der Leitha
- Wolfsthal
- Zwölfaxing